# Žan Vipotnik
Žan Vipotnik (Celje, 2002. március 18. –) szlovén válogatott labdarúgó, az angol Swansea csatára.

## Pályafutása

### Maribor
A klub sajátnevelésű játékosa, felnőtt karrierje elején főként kölcsönben játszott más szlovén csapatoknál (ND Gorica, ND Triglav Kranj). A 2022/23-as szezonban 30 mérkőzésből 20 gólt szerzett, így ő lett a a bajnokság kiírásának gólkirálya.

### Bordeaux
2023. július 5-én a francia másodosztályban szereplő FC Girondins Bordeaux csapatába igazolt. A szezont 37 meccsen 10 góllal zárta.

### Swansea City
2024. augusztus 1-én az angol másodosztályú Swanseahez igazolt.

### A válogatottban
2023. március 23-án mutatkozott be Kazahsztán ellen, ahol egyből gólt szerzett.

## Statisztika

### A válogatottban
| Válogatott | Év       | Pályára lépés | Gól |
| ---------- | -------- | ------------- | --- |
| Szlovénia  | 2023     | 8             | 2   |
| Szlovénia  | 2024     | 7             | 0   |
| Szlovénia  | 2025     | 2             | 0   |
| Összesen   | Összesen | 17            | 2   |

#### Góljai a válogatottban
| # | Időpont              | Helyszín                                 | Ellenfél   | Gólok | Eredmény | Kiírás               |
| - | -------------------- | ---------------------------------------- | ---------- | ----- | -------- | -------------------- |
| 1 | 2023. március 23.    | Asztana Aréna, Asztana, Kazahsztán       | Kazahsztán | 2–1   | 2–1      | 2024-es EB-selejtező |
| 2 | 2023. szeptember 10. | Olimpiai Stadion, Serravalle, San Marino | San Marino | 1–0   | 4–0      | 2024-es EB-selejtező |

## Sikerei, díjai
Egyéni
- A szlovén első osztály gólkirálya: 2022–23 (20 góllal)